# Дуби Петра Могили
Дуби Петра Могили — ботанічна пам'ятка природи місцевого значення, розташована на території Національного природного парку «Голосіївський» у Голосіївському районі м. Києва. Заповідані у листопаді 2009 року рішенням Київради від 27.11.2009 № 713/2782.

## Опис
Група дубів віком 400—450 років. Чотири дуби ростуть біля лісового факультету Національного університету біоресурсів і природокористування України. Висота дерева до 30 м, на висоті 1,3 м ці дерева мають 4,1-4,2 м в охопленні. Ще один дуб (вік 450 років) зростає в 10 м від північної частини огорожі біля бази бджільництва дендропарку Національного університету біоресурсів і природокористування України. Висота дерева до 40 м, на висоті 1,3 м дерево має в охопленні 4,8 м.

## Галерея

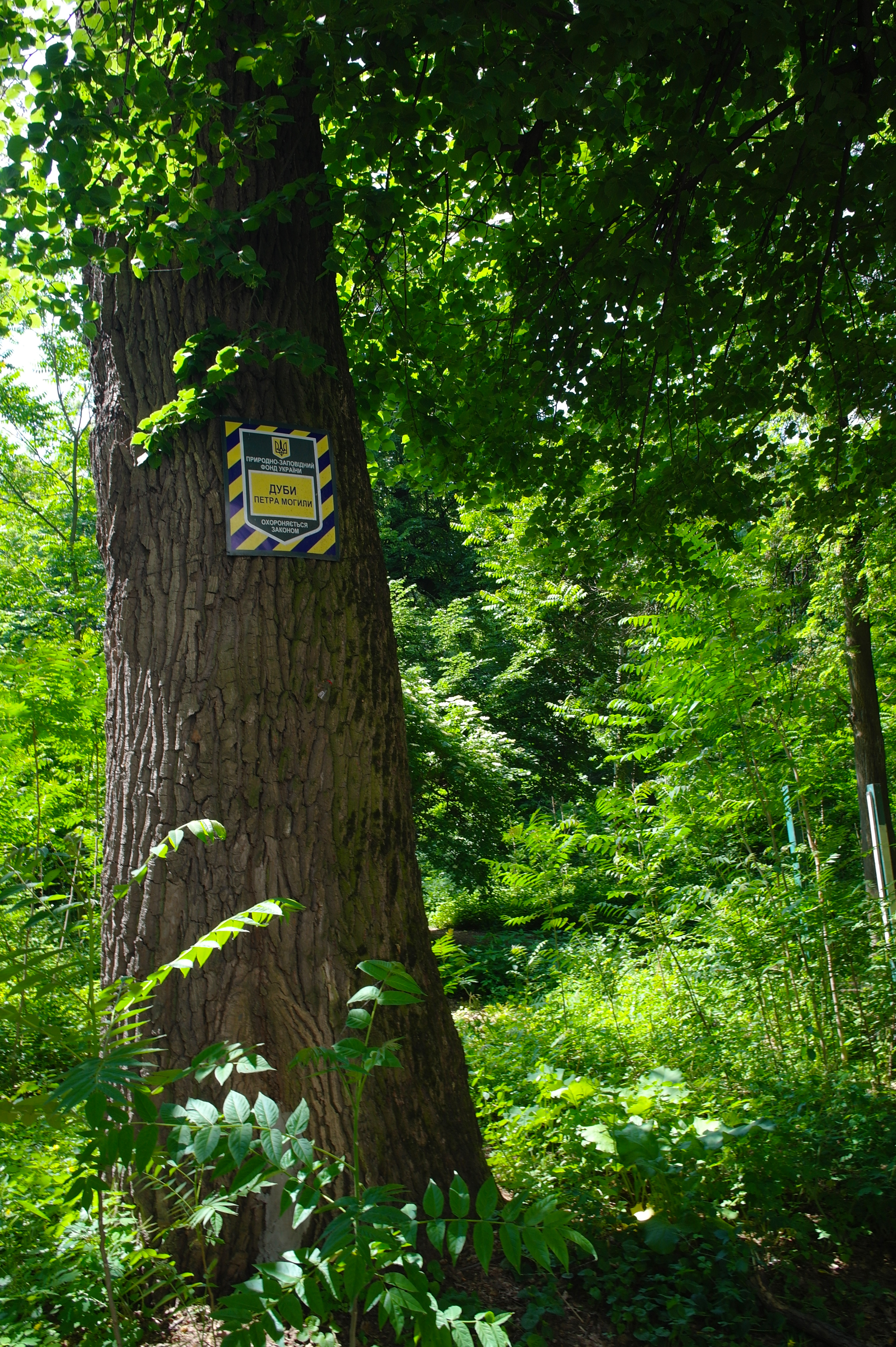
Один з Дубів Петра Могили 25 травня 2018 року
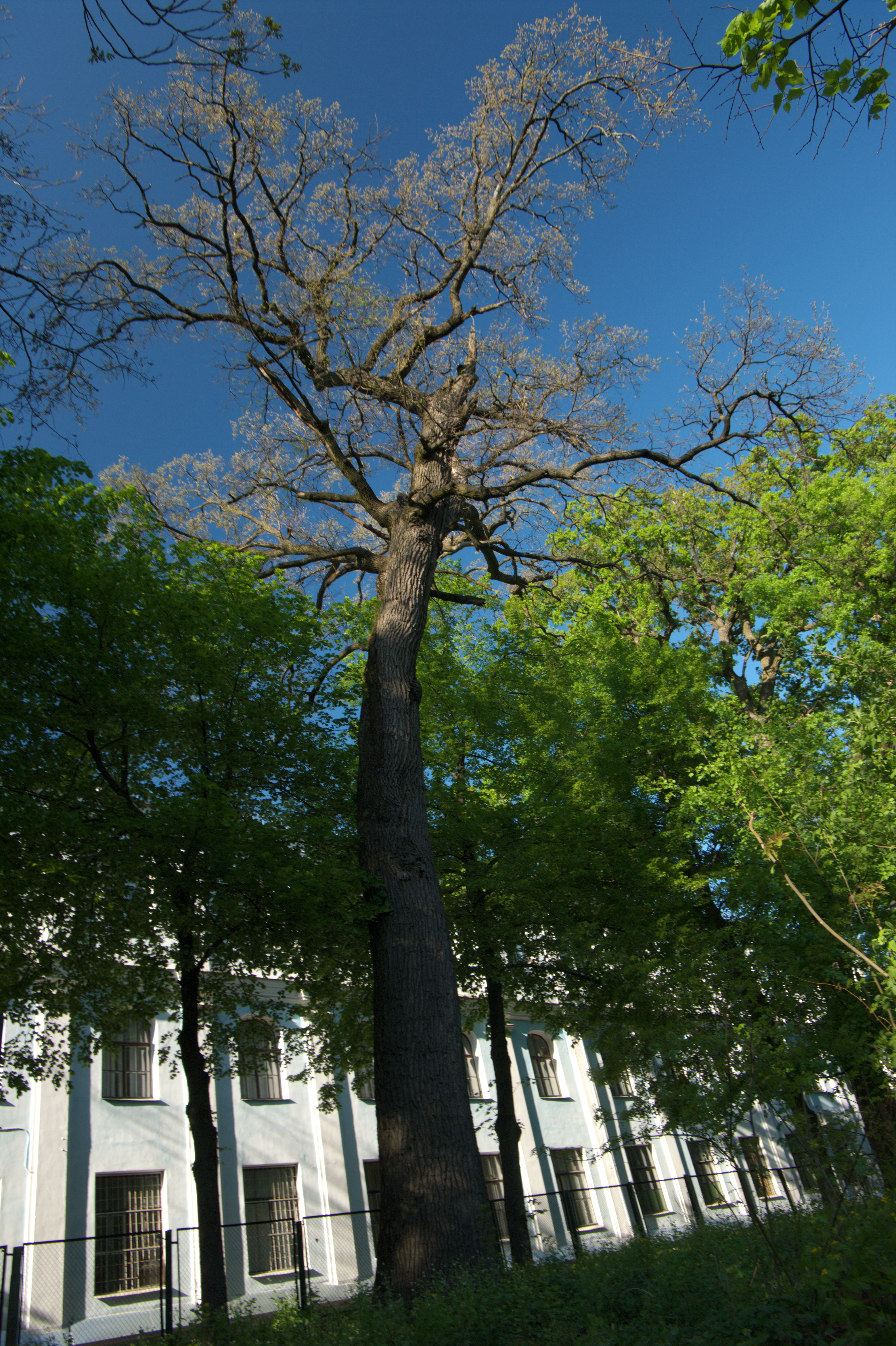
Один з Дубів Петра Могили 6 травня 2013 року
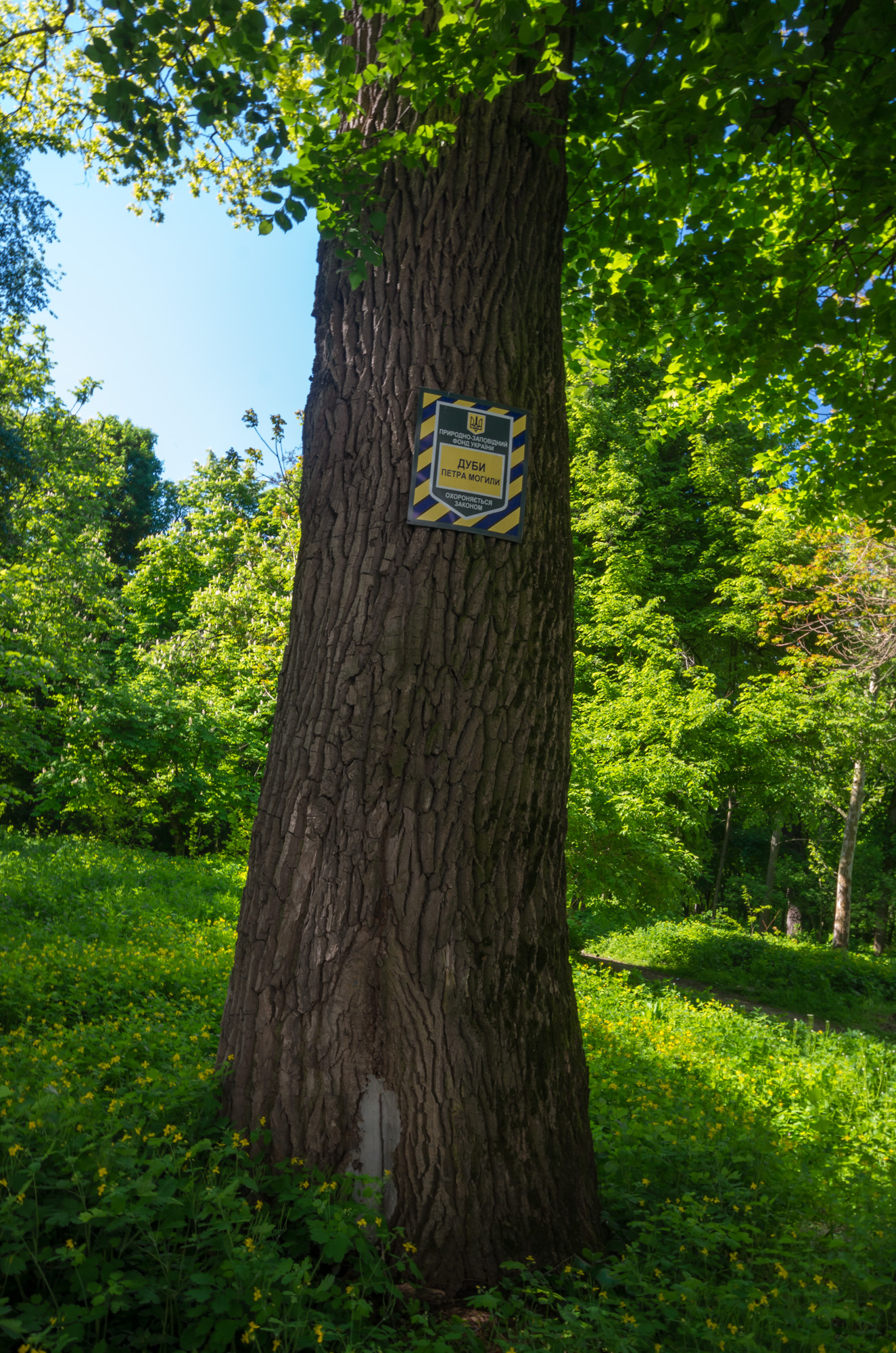
Один з Дубів Петра Могили 17 травня 2015 року
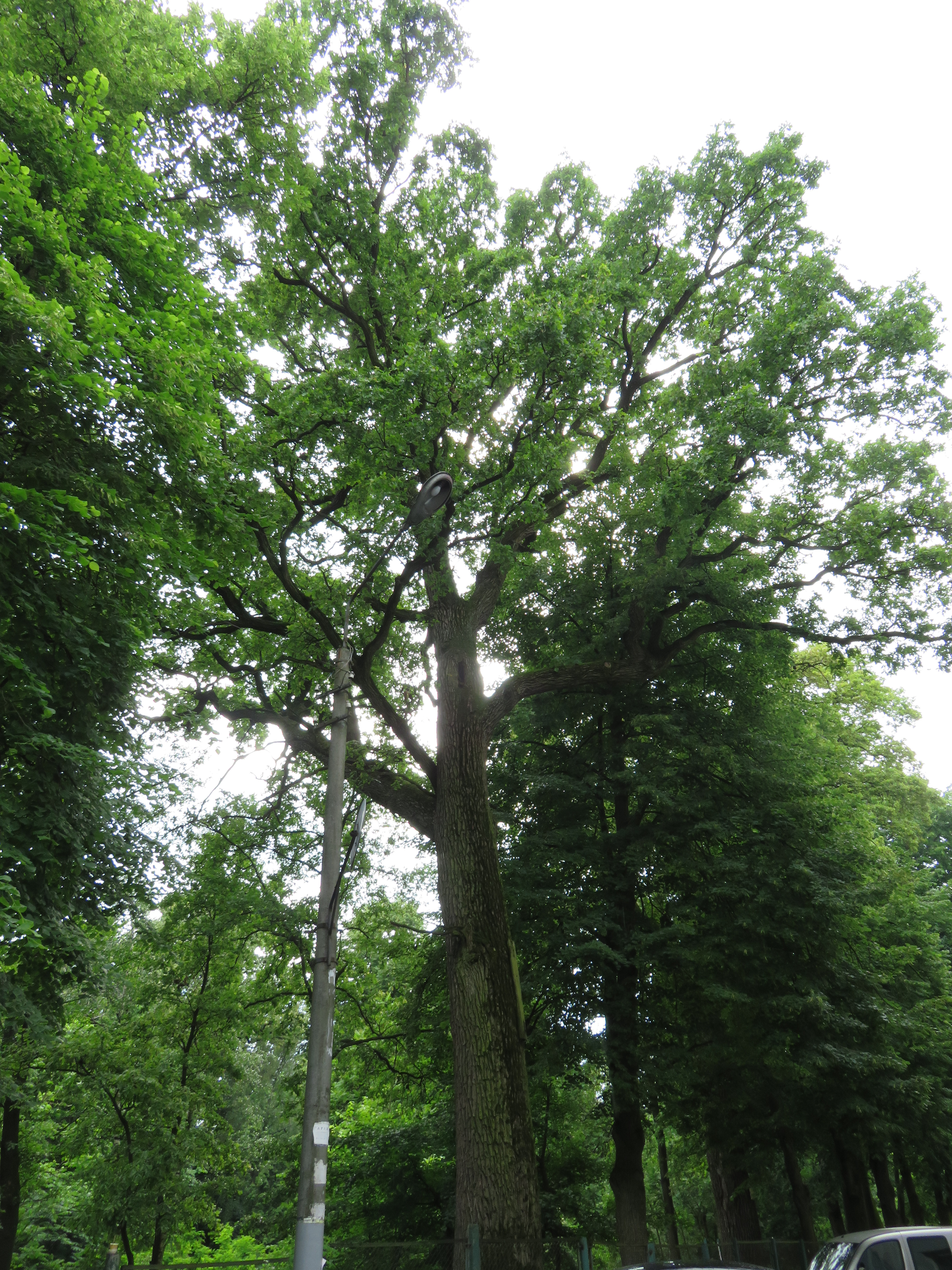
Дуби Петра Могили 31 травня 2016 року